# Batalla del llac Erie
La batalla del Llac Erie, va tenir lloc el 10 de setembre de 1813 en el Llac Erie durant la Guerra Anglo-Americana de 1812-1815. Nou vaixells de l'Armada dels Estats Units derrotaren i capturaren sis vaixells de la Gran Bretanya (la Royal Navy). Això va assegurar el control dels Estats Units del llac per a la resta de la guerra cosa que va permetre que recuperessin Detroit i guanyar la batalla de Thames per trencar la confederació dels indis americans de Tecumseh. Aquesta va ser una de les principals batalles de la guerra de 1812.